# Wilkes-Barre/Scranton Penguins
I Wilkes-Barre/Scranton Penguins sono una squadra di hockey su ghiaccio dell'American Hockey League con sede nella città di Wilkes-Barre in Pennsylvania. Nacquero nel 1999 e disputano i loro match casalinghi presso la Mohegan Sun Arena at Casey Plaza. Sono affiliati ai Pittsburgh Penguins, franchigia della National Hockey League.

## Storia
La principale formazione delle leghe minori affiliata ai Pittsburgh Penguins nel corso degli anni 1990 era quella dei Cleveland Lumberjacks, militanti in IHL (in netto contrasto con la rivalità fra i Cleveland Browns ed i Pittsburgh Steelers nella NFL). Tuttavia a metà del decennio la IHL iniziò a trasformarsi da una lega di sviluppo ad una lega minore d'eccellenza. Per questo motivo i Penguins decisero di disporre di una squadra affiliata in AHL.
I Penguins acquisirono la franchigia AHL dei Cornwall Aces dai Colorado Avalanche nel 1996, tenendola tuttavia inattiva fino alla stagione 1999-2000, quando decisero di trasferirla a Wilkes-Barre. La squadra è soprannominata dai tifosi "The Baby Penguins", i "piccoli pinguini". I WBS Penguins nella loro storia hanno conquistato per tre volte l'accesso alla finale della Calder Cup, l'ultima volta nel 2008, quando furono sconfitti in finale dai Chicago Wolves.
Al termine della stagione 2010-2011 vinsero il Macgregor Kilpatrick Trophy, premio per la miglior formazione della stagione regolare. Nel 2012 cambiarono le proprie divise rendendole così diverse da quelle dei Penguins. Vantano nel loro palmarès tre titoli divisionali, tre titoli di conference ed un titolo di stagione regolare. Accedono ai playoff della Calder Cup fin dalla stagione 2002-2003, la striscia più lunga ancora attiva della lega.

### Affiliazioni
Nel corso della loro storia i Wilkes-Barre/Scranton Penguins sono stati affiliati alle seguenti franchigie della National Hockey League:
- Pittsburgh Penguins: (1999-)

## Record stagione per stagione
| Stagione                       | Division     | Gare | V  | S  | P  | OTL | SOL | Punti | GF  | GS  | Piazzamento | Play-off |
| ------------------------------ | ------------ | ---- | -- | -- | -- | --- | --- | ----- | --- | --- | ----------- | --- |
| Wilkes-Barre/Scranton Penguins |              |      |    |    |    |     |     |       |     |     |             | |
| 1999-2000                      | Empire State | 80   | 23 | 43 | 9  | 5   | -   | 60    | 236 | 306 | 5°          | |
| 2000-01                        | Mid-Atlantic | 80   | 36 | 33 | 9  | 2   | -   | 83    | 252 | 248 | 2°          | vince 1º turno (Syracuse) 3-2 vince 2º turno (Philadelphia) 4-2 vince semifinali (Hershey) 4-0 perde Calder Cup (Saint John) 2-4   |
| 2001-02                        | South        | 80   | 20 | 44 | 13 | 3   | -   | 56    | 201 | 274 | 4°          | |
| 2002-03                        | South        | 80   | 36 | 32 | 7  | 5   | -   | 84    | 245 | 248 | 3°          | vince preliminari (Utah) 2-0 perde 1º turno (Grand Rapids) 1-3                                                                     |
| 2003-04                        | East         | 80   | 34 | 28 | 10 | 8   | -   | 86    | 197 | 197 | 3°          | vince 1º turno (Bridgeport) 4-3 vince 2º turno (Philadelphia) 4-2 vince semifinali (Hartford) 4-3 perde Calder Cup (Milwaukee) 0-4 |
| 2004-05                        | East         | 80   | 39 | 27 | -  | 7   | 7   | 92    | 227 | 219 | 4°          | vince 1º turno (Binghamton) 4-2 perde 2º turno (Philadelphia) 1-4                                                                  |
| 2005-06                        | East         | 80   | 51 | 18 | -  | 5   | 6   | 113   | 249 | 178 | 1°          | vince 1º turno (Bridgeport) 4-3 perde 2º turno (Hershey) 0-4                                                                       |
| 2006-07                        | East         | 80   | 51 | 23 | -  | 2   | 4   | 108   | 276 | 221 | 2°          | vince 1º turno (Norfolk) 4-2 perde 2º turno (Hershey) 1-4                                                                          |
| 2007-08                        | East         | 80   | 47 | 26 | -  | 3   | 4   | 101   | 223 | 187 | 1°          | vince 1º turno (Hershey) 4-1 vince 2º turno (Philadelphia) 4-1 vince semifinali (Portland) 4-3 perde Calder Cup (Chicago) 2-4      |
| 2008-09                        | East         | 80   | 49 | 25 | -  | 3   | 3   | 104   | 274 | 212 | 3°          | vince 1º turno (Bridgeport) 4-1 perde 2º turno (Hershey) 3-4                                                                       |
| 2009-10                        | East         | 80   | 41 | 34 | -  | 2   | 3   | 87    | 239 | 229 | 3°          | perde 1º turno (Albany) 0-4 |
| 2010-11                        | East         | 80   | 58 | 21 | -  | 0   | 1   | 117   | 261 | 183 | 1°          | vince 1º turno (Norfolk) 4-2 perde 2º turno (Charlotte) 2-4                                                                        |
| 2011-12                        | East         | 76   | 44 | 25 | -  | 2   | 5   | 95    | 235 | 215 | 2°          | vince 1º turno (Hershey) 3-2 perde 2º turno (St. John's) 3-4                                                                       |
| 2012-13                        | East         | 76   | 42 | 30 | -  | 2   | 2   | 88    | 185 | 178 | 3°          | vince 1º turno (Binghamton) 3-0 vince 2º turno (Providence) 4-3 perde semifinali (Syracuse) 1-4                                    |
| 2013-14                        | East         | 76   | 42 | 26 | -  | 3   | 5   | 92    | 206 | 185 | 2°          | vince 1º turno (Binghamton) 3-1 vince 2º turno (Providence) 4-3 perde semifinali (St. John's) 2-4                                  |
| 2014-15                        | East         | 76   | 45 | 24 | -  | 3   | 4   | 97    | 212 | 163 | 4°          | vince 1º turno (Syracuse) 3-0 perde 2º turno (Manchester) 1-4                                                                      |
| 2015-16                        | Atlantic     | 76   | 43 | 27 | -  | 4   | 2   | 92    | 230 | 203 | 3°          | vince 1º turno (Providence) 3-0 perde 2º turno (Hershey) 3-4                                                                       |

## Divise storiche
| Divisa casalinga 2007-2012 | Divisa trasferta 2007-2012 |

## Record della franchigia

### Singola stagione
Gol: 34  Chris Minard (2008-09)
Assist: 50  Jeff Taffe (2008-09) e  Janne Pesonen (2008-09)
Punti: 82  Janne Pesonen (2008-09)
Minuti di penalità: 431  Dennis Bonvie (2005-06)
Vittorie: 35  Brad Thiessen (2010-11)
Media gol subiti: 1.94  Brad Thiessen (2010-11)
Parate %: .922  Rich Parent (2000-01), Dany Sabourin (2005-06), Brad Thiessen (2010-11)

### Carriera
Gol: 121  Tom Kostopoulos
Assist: 176  Tom Kostopoulos
Punti: 297  Tom Kostopoulos
Minuti di penalità: 1081  Dennis Bonvie
Vittorie: 103  John Curry
Shutout: 17  Brad Thiessen
Partite giocate: 400  Tom Kostopoulos

## Palmarès

### Premi di squadra
- Macgregor Kilpatrick Trophy: 1

2010-2011
- Frank Mathers Trophy: 1

2010-2011
- Richard F. Canning Trophy: 2

2003-2004, 2007-2008
- F. G. "Teddy" Oke Trophy: 3

2005-2006, 2007-2008, 2010-2011
- Robert W. Clarke Trophy: 1

2000-2001

### Premi individuali
- Aldege "Baz" Bastien Memorial Award: 3

Dany Sabourin: 2005-2006
Brad Thiessen: 2010-2011
Matt Murray: 2014-2015
- Dudley "Red" Garrett Memorial Award: 1

Matt Murray: 2014-2015
- Eddie Shore Award: 1

John Slaney: 2000-2001
- Fred T. Hunt Memorial Award: 1

Tom Kostopoulos: 2015-2016
- Harry "Hap" Holmes Memorial Award: 5

Dany Sabourin: 2005-2006
Brad Thiessen e John Curry: 2010-2011
Brad Thiessen e Jeff Zatkoff: 2012-2013
Jeff Deslauriers e Eric Hartzell: 2013-2014
Matt Murray & Jeff Zatkoff: 2014-2015
- Louis A. R. Pieri Memorial Award: 1

John Hynes: 2010-2011
- Yanick Dupré Memorial Award: 1

Matt Carkner: 2006-2007